# Fettfena

Fettfenan är nummer 4 i bilden.

Fettfena är en fena som sitter på ryggen mellan ryggfenan och stjärtspolen hos fiskar. Vid märkning av odlad fisk klipps den ibland bort när fisken är liten. Fettfenan förekommer på salmonider så som harr, atlantlax, röding, sik, siklöja och öring, samt med några undantag, hos alla laxkarpar (Characiformes) som exempelvis neontetra och piraya. 
Några undantag bland tetrorna, som saknar fettfena, är bland andra koppartetra (Hasemania nana) och kejsartetra (Nematobrycon palmeri) .